# Physcomitrium collenchymatum
Physcomitrium collenchymatum là một loài Rêu trong họ Funariaceae. Loài này được Gier mô tả khoa học đầu tiên năm 1955.